# 2018년 9월
| 2018년: 1월 · 2월 · 3월 · 4월 · 5월 · 6월 · 7월 · 8월 · 9월 · 10월 · 11월 · 12월 |

| \| 2018년 9월 1일 (토요일) \| \| 편집 \| |  |      |
| 군사 - 대한민국에서 군사안보지원사령부가 공식 출범하였다. 군사안보지원사령부는 기존 국군기무사령부를 대신하게 된다. 사고 - 대한민국 경기도 용인시 수지구 성복동의 한 아파트 모델하우스에서 원인을 알 수 없는 불이 나서 근처 아파트 주민 수백 명이 긴급히 대피하는 소동이 벌어졌다. 스포츠 - 2018년 아시안 게임 축구: 남자 축구 결승전에서 대한민국이 2:1로 일본을 꺾고 우승하였다. 대한민국은 지난 2014년에 이어 2연패(連霸) 및 역대 최다 우승을 기록하게 되었다. |  |      |
| 2018년 9월 1일 (토요일) |  | 편집 |

| 2018년 9월 1일 (토요일) |  | 편집 |

| \| 2018년 9월 2일 (일요일) \| \| 편집 \| |  |      |
| 사고 - 브라질 국립박물관 화재: 브라질 리우데자네이루에 있는 국립박물관에서 화재가 발생하였다. 인명 피해는 발생하지 않았으나, 박물관 건물과 소장품 상당수가 불탄 것으로 알려졌다. |  |      |
| 2018년 9월 2일 (일요일) |  | 편집 |

| 2018년 9월 2일 (일요일) |  | 편집 |

| \| 2018년 9월 3일 (월요일) \| \| 편집 \| |  |      |
| 문화와 예술 - 대한민국 경상북도 안동시 풍산읍의 한 무덤에서 퇴계 이황의 친필 만장 등 문화재급 유물이 대거 발견되었다. 사회 - 대한민국 대한석탄공사 유정배 신임사장이 취임했다. 정치 - 대한민국 서울특별시 영등포구 여의도 국회 본회의장에서 9월 정기국회 개회식 및 본회의가 열렸다. |  |      |
| 2018년 9월 3일 (월요일) |  | 편집 |

| 2018년 9월 3일 (월요일) |  | 편집 |

| \| 2018년 9월 4일 (화요일) \| \| 편집 \| |  |      |
| 문화와 예술 - 대한민국의 프로레슬링 선수 이왕표가 64세를 일기로 숨졌다. - 미국 연방수사국(FBI)이 1939년 영화 《오즈의 마법사》에 등장했던 루비 슬리퍼(Ruby slippers) 한 켤레를 회수했다고 밝혔다. 영화에서 주디 갈런드가 사용한 여섯 켤레 중 하나인데, 2005년 미네소타주 그랜드래피즈(Grand Rapids)의 주디 갈런드 박물관에서 전시 중 도난당했다. 법과 범죄 - 네덜란드 당국은 8월 31일 낮 암스테르담 중앙역에서 발생한 흉기난동 사건에 대한 초기 수사 결과, 범행 동기가 테러와 관련돼 있다고 잠정적으로 결론을 내렸다. 재해 - 태풍 제비가 일본에 상륙하였다. 태풍의 영향으로 최소 6명이 숨지고, 160여 명이 부상을 입은 것으로 알려졌다. 한편, 간사이 국제공항의 활주로와 주차장, 사무용 건물 등이 물에 잠기며 공항 전체가 폐쇄되었다. 그리고 간사이 공항~오사카을 잇는 연락교가 유조선에 의해 파손되면서 도로가 내려앉고 전차선이 파손되어 난카이 공항선, 간사이 공항선과 같이 오도 가도 못하는 상황이 되어 버렸다. 오사카·교도(京都)부와 와카야마(和歌山)·효고(兵庫)·나라(奈良)·사가(滋賀)현 등 간사이 지방에선 오후 1시30분 기준으로 총 24만3000가구가 정전 피해를 보았다. |  |      |
| 2018년 9월 4일 (화요일) |  | 편집 |

| 2018년 9월 4일 (화요일) |  | 편집 |

| \| 2018년 9월 5일 (수요일) \| \| 편집 \| |  |      |
| 법과 범죄 - 대한민국 인천광역시 송도국제도시 한 아파트 단지에서 지하주차장 진입로를 승용차로 고의로 막아 물의를 빚은 50대 여성이 경찰에 입건됐다. 사건 - 아랍에미리트 두바이에서 출발해 미국 뉴욕에 도착한 여객기에 탑승했던 승객들이 집단으로 건강 이상을 호소하는 사건이 일어나자 미국 당국은 즉각 병원 이송을 하였다. 정치 - 대북특사단이 서울공항에 도착했다. 문재인 대통령에게 보고 후 6일에 결과브리핑을 할 예정이다. |  |      |
| 2018년 9월 5일 (수요일) |  | 편집 |

| 2018년 9월 5일 (수요일) |  | 편집 |

| \| 2018년 9월 6일 (목요일) \| \| 편집 \| |  |      |
| 무력 충돌과 공격 - 아프가니스탄 카불의 한 스포츠 클럽에서 폭탄테러가 발생해 최소 20명이 숨지고, 70명이 부상을 입었다. 재해 - 홋카이도 이부리 동부 지진: 태풍 제비가 일본에 상륙한지 이틀만에 홋카이도 삿포로 남동쪽 66km 지역에서 진원 깊이 40km 규모 6.7 지진과 여진이 발생하였다. 사건 - 대한민국 풀무원 계열사의 급식을 납품받은 전국 학교들에서 무더기로 식중독 의심 환자들이 나오고 있다. 전국의 각 교육청에 따르면 부산과 경북, 대구, 전북, 경기, 경남 등 6개 지역 17개 학교에서 학생 700여명이 식중독 의심 환자로 보고되었다. 정치 - 인도가 150년 만에 동성애 금지법을 폐지하였다. |  |      |
| 2018년 9월 6일 (목요일) |  | 편집 |

| 2018년 9월 6일 (목요일) |  | 편집 |

| \| 2018년 9월 7일 (금요일) \| \| 편집 \| |  |      |
| 문화와 예술 - 미국의 래퍼 맥 밀러가 26세를 일기로 숨졌다. 법과 범죄 - 미국 행정부는 북한 비핵화를 위한 협상을 진행 중인 가운데 2014년 소니픽처스 해킹과 2016년 8천100만 달러를 빼내 간 방글라데시 중앙은행 해킹, 지난해 워너크라이 랜섬웨어 공격 등을 자행한 혐의로 북한 프로그래머이자 '해커'인 박진혁이라는 인물을 연방수사국(FBI)로 통해 수배전단을 올렸다. 사건 - 멕시코 동부 베라크루스 주에서 최소 166구의 백골 시신이 집단 매장되어 있는 구덩이가 발견되었다. 멕시코 인권위원회는 2017년 이후 전국에서 집단 매장지 163곳을 찾아냈다고 밝혔고, 집단 매장된 시신은 696구에 달하는 것으로 집계되었다. 지역별로는 베라크루스, 치와와, 시날로아, 사카테카스, 할리스코 주에서 주로 발견되었다. - 브라질 대선을 앞두고 이르 보우소나루 대선 후보가 유세 도중 괴한의 습격을 받았다. 재해 - 대한민국 서울특별시 동작구 다세대주택 공사장의 옹벽이 무너지면서 근처에 있는 서울상도초등학교 부속 상도유치원 건물이 기울어지는 사건이 발생했다. 정치 - 2018년 일본 자유민주당 총재 선거: 일본의 집권당 자유민주당의 총재 선출을 위한 선거가 고시되었다. 아베 신조 총리와 이시바 시게루가 후보로 나섰으며, 9월 20일 국회의원 투표(405표) 및 당원 투표(405표)로 차기 총재를 결정한다. 일본의 정치 제제는 의원내각제로, 이번 선거의 당선자는 차기 내각총리대신이 된다. |  |      |
| 2018년 9월 7일 (금요일) |  | 편집 |

| 2018년 9월 7일 (금요일) |  | 편집 |

| \| 2018년 9월 8일 (토요일) \| \| 편집 \| |  |      |
| 사건 - 대한민국 서울에 거주하는 A씨(61)가 중동호흡기증후군 코로나바이러스(메르스)(Middle East respiratory syndrome coronavirus) 확진 판정을 받았다. 이 환자는 쿠웨이트에 업무차 출장을 갔다가 전날 입국한 것으로 확인되었다. 그리고 밀접접촉는 20명 정도로 파악됐다. 질병관리본부는 해당 접촉자에게 보건소 등을 통해 밀접접촉자임을 통보하고 자택 격리 등 조치에 들어갔다. |  |      |
| 2018년 9월 8일 (토요일) |  | 편집 |

| 2018년 9월 8일 (토요일) |  | 편집 |

| \| 2018년 9월 9일 (일요일) \| \| 편집 \| |  |      |
| 사회 - 대한민국 질병관리본부는 메르스 확진자 발생에 따른 감염병 위기 경보 수준을 ‘관심’에서 ‘주의’ 단계로 격상하고, 중앙방역대책본부를 설치했다. 재해 - 2018년 푸얼 지진 : 중국 윈난성 푸얼시에서 규모 5.9의 지진이 발생, 28명이 다치고 가옥 3만여채가 파손됐다. 정치 - 2018년 스웨덴 의회선거: 스웨덴에서 총선거가 실시되었다. |  |      |
| 2018년 9월 9일 (일요일) |  | 편집 |

| 2018년 9월 9일 (일요일) |  | 편집 |

| \| 2018년 9월 10일 (월요일) \| \| 편집 \| |  |      |
| 경제·비즈니스 - 스타벅스 코리아가 스타벅스 전국 매장 100여 곳에서 종이 빨대를 시범 운영하며, 상시 비치하던 플라스틱 빨대는 모두 회수한다고 밝혔다. 국제 관계 - 미국 백악관은 도널드 트럼프 대통령이 조선민주주의인민공화국 김정은의 친서를 전달받았다고 밝혔다. 백악관은 2차 북미정상회담 요청 등 친서 내용의 일부를 공개하고, 관련 일정을 조율 중이라고 밝혔다. 양측은 지난 6월 12일에 싱가포르 센토사에서 정상회담을 진행한 바 있다. 법과 범죄 - 대한민국 충청남도 당진시 송악읍에 위치한 농협에서 직원을 위협해 수천만 원을 갈취한 강도가 경찰에 체포되었다. 피의자는 타정총(자동으로 못을 박는 장비)을 쏘며 도주하였던 것으로 알려졌다. - 태국 치앙마이에서 SBS 프로그램 불타는 청춘 제작진이 불법 촬영 혐의로 체포되었으나 경찰 조사를 받고 바로 풀려 나왔다. |  |      |
| 2018년 9월 10일 (월요일) |  | 편집 |

| 2018년 9월 10일 (월요일) |  | 편집 |

| \| 2018년 9월 11일 (화요일) \| \| 편집 \| |  |      |
| 국제 관계 - 에리트레아와 에티오피아 사이의 국경이 개방되었다. 지난 7월 9일 종전선언에 이은 후속조치의 하나로, 양국 국경 개방은 1998년 이후 20여 년 만이다. 법과 범죄 - 대한민국 거가대교에서 5시간 음주 난동을 부린 25톤 트레일러 기사가 경찰에 제압되었다. 경찰의 하차 설득은 40분 동안 이어졌지만 해당 트레일러 기사는 이를 무시한 채 계속 트레일러를 운행해 순찰차를 향해 추돌했고, 이에 경찰은 권총을 이용해 트레일러 운전석쪽 앞바퀴에 공포탄 1발, 실탄 3발을 발사했다. 경찰은 이 과정에서 만일의 사태에 대비해 해경과 소방에 공동대응을 요청했고, 경찰특공대까지 출동했다. 정치 - 대한민국 국무회의에서 위수령 폐지령안을 심의, 의결해 68년만에 폐지되었다. |  |      |
| 2018년 9월 11일 (화요일) |  | 편집 |

| 2018년 9월 11일 (화요일) |  | 편집 |

| \| 2018년 9월 12일 (수요일) \| \| 편집 \| |  |      |
| 재해 - 오는 14일 경 미국 동부 해안에 허리케인 플로렌스(Florence)의 상륙이 예상되면서, 노스캐롤라이나주, 사우스캐롤라이나주, 버지니아주에 비상사태가 선포되고, 약 170여 만명에게 대피령이 내려졌다. 플로렌스는 현재 4등급 허리케인으로 발달한 상황이다. |  |      |
| 2018년 9월 12일 (수요일) |  | 편집 |

| 2018년 9월 12일 (수요일) |  | 편집 |

| \| 2018년 9월 13일 (목요일) \| \| 편집 \| |  |      |
|                                           |  |      |
| 2018년 9월 13일 (목요일)                  |  | 편집 |

| 2018년 9월 13일 (목요일) |  | 편집 |

| \| 2018년 9월 14일 (금요일) \| \| 편집 \| |  |      |
| 국제 관계 - 대한민국과 조선민주주의인민공화국은 개성공업지구에서 판문점 2018년 1차 남북정상회담에서 합의한 남북공동연락사무소 개소식을 열고 공식 업무에 들어갔다. - 2018년 3차 남북정상회담: 대한민국과 조선민주주의인민공화국이 의전 및 경호, 보도 등에 대한 실무회담을 판문점에서 개최한다. 양측은 오는 18일부터 20일까지 평양에서 정상회담을 진행할 예정이다. 재해 - 미국 동부 해안 상륙을 앞두고 허리케인 플로렌스(Florence)가 2등급 허리케인으로 약화하였다. 그러나 여전히 강한 비바람을 동반해, 많은 피해가 예상되고있다. 기존에 비상사태가 선포된 지역인 노스캐롤라이나주, 사우스캐롤라이나주, 버지니아주에 이어 조지아주, 메릴랜드주, 워싱턴 D.C.(컬럼비아 특별구) 등에도 비상사태가 선포되었다. |  |      |
| 2018년 9월 14일 (금요일) |  | 편집 |

| 2018년 9월 14일 (금요일) |  | 편집 |

| \| 2018년 9월 15일 (토요일) \| \| 편집 \| |  |      |
| 재해 - 제22호 태풍 망쿳이 필리핀 북부 루손섬에 상륙해 18명이 숨지는 인명 피해가 발생하였다. 망쿳은 허리케인 등급으로는 5등급에 해당하는 위력으로 상륙하였으며, 이후 세력이 다소 약화(4등급)하였으나, 여전히 강력한 위력으로 중화인민공화국 남부 해안방향으로 이동하고 있다. |  |      |
| 2018년 9월 15일 (토요일) |  | 편집 |

| 2018년 9월 15일 (토요일) |  | 편집 |

| \| 2018년 9월 16일 (일요일) \| \| 편집 \| |  |      |
| 국제 관계 - 에리트레아와 에티오피아가 평화협정을 체결하였다. 지난 7월 9일 종전 선언 이후로 양국은 7월 16일 대사관 재설치, 9월 11일 국경 개방 등 후속 조치를 이어왔다. 사건 - 오후 3시 29분에 대한민국 전라북도 완주군 동상저수지 인근에서 경비행기가 추락했다. 오후 5시 30분쯤 비행기 잔해와 시신 2구를 발견했다. - 멕시코 독립기념일 전야 가리발디 광장에서 남성 3명이 총기를 난사해 4명이 죽고 9명이 부상을 당했다. 스포츠 - 케냐의 육상 선수 일리우드 킵초게가 2시간 1분 39초의 세계신기록을 작성하면서 2018년 베를린 마라톤 우승을 차지하였다. 이는 2014년 같은 대회에서 데니스 키메토가 작성한 종전 기록 2시간 2분 57초보다 1분 18초가 빠른 기록이다. 재해 - 제22호 태풍 망쿳이 홍콩을 강타하면서 항공편 운항이 전면 중단돼 10만 명이 넘는 관광객들의 발이 묶였다. 한편 중화인민공화국에서는 원자력 발전소 2곳에 초비상이 걸렸고, 마카오는 사상 처음으로 카지노를 전면 폐장했다. |  |      |
| 2018년 9월 16일 (일요일) |  | 편집 |

| 2018년 9월 16일 (일요일) |  | 편집 |

| \| 2018년 9월 17일 (월요일) \| \| 편집 \|                                          |  |      |
| 경제·비즈니스 - 독일에서 수소를 연료로 하는 수소열차가 세계최초로 운행을 시작했다. |  |      |
| 2018년 9월 17일 (월요일)                                                           |  | 편집 |

| 2018년 9월 17일 (월요일) |  | 편집 |

| \| 2018년 9월 18일 (화요일) \| \| 편집 \| |  |      |
| 법과 범죄 - 터키 하타이주에서 시리아 반군 지역으로 밀입국일 시도한 한국인 남성이 당국에 붙잡혀 추방되었다. 국제 관계 - 2018년 3차 남북정상회담 : 대한민국 문재인 대통령은 조선민주주의인민공화국 평양시 순안공항에 도착하였다. 사회 - 대한민국 부산광역시 산성터널이 개통되었다. 사건 - 대한민국 대전광역시는 동물원 오월드에서 퓨마 한 마리가 탈출한 것으로 추정되어 보문산 일대 주민들은 외출을 자제하고, 퇴근길에 각별히 주의해줄 것을 당부하였다. 재해 - 일본 이바라키현 남부에서 규모 4.3 지진이 발생했다. |  |      |
| 2018년 9월 18일 (화요일) |  | 편집 |

| 2018년 9월 18일 (화요일) |  | 편집 |

| \| 2018년 9월 19일 (수요일) \| \| 편집 \| |  |      |
| 재해 - 일본 미야기현 부근 바다에서 규모 4.9 지진이 발생하였다. 국제관계 - 2018년 3차 남북정상회담 : 송영무 대한민국 국방부 장관과 노광철 조선민주주의인민공화국 인민무력성이 판문점 선언 이행을 위한 군사 분야 합의문을 교환하였다. 그리고 문재인 대한민국 대통령과 김정은 조선민주주의인민공화국 국무위원장이 3차 남북정상회담 결과를 담은 합의문에 서명했다. 법과 범죄 - 대한민국 서울수서경찰서는‘시험지 유출 의혹’을 받는 숙명여고 전 교무부장을 출국금지 조치했다. 조만간 쌍둥이 자매를 참고인 신분으로 조사하고, 향후 치러지는 중간고사 시험 결과도 수사에 참고할 예정이다. |  |      |
| 2018년 9월 19일 (수요일) |  | 편집 |

| 2018년 9월 19일 (수요일) |  | 편집 |

| \| 2018년 9월 20일 (목요일) \| \| 편집 \| |  |      |
| 국제 관계 - 2018년 3차 남북정상회담 - 대한민국 문재인 대통령은 2박 3일간의 북한 방문 일정을 모두 마치고 20일 삼지연공항을 떠나 서울공항에 도착하였다. - 대한민국과 조선민주주의인민공화국은 분단후 처음으로 남북 '공동교전규칙'을 수립하였다. 이는 2018년 11월 1일부터 적용 될 예정이다. 사고 - 탄자니아 빅토리아호에서 연락선(페리)이 침몰하는 사고가 발생, 최소 136명이 숨졌다. 정치와 선거 - 대한민국 김명수 대법원장이 법원 제도개혁 추진에 관한 입장문에서 여러 문제의 출발점으로 지목된 법원행정처를 폐지하고, 사법행정회의를 설치해 관련 권한을 부여하도록 추진하겠다고 밝혔다. - 2018년 일본 자유민주당 총재 선거: 아베 신조 총재가 68.3%의 득표율로 당선, 3연임이 결정되었다. |  |      |
| 2018년 9월 20일 (목요일) |  | 편집 |

| 2018년 9월 20일 (목요일) |  | 편집 |

| \| 2018년 9월 21일 (금요일) \| \| 편집 \|                                                                      |  |      |
| 정치와 선거 - 쩐다이꽝 베트남 국가 주석이 61세를 일기로 숨졌다. 이에 따라 당티응옥틴 부주석이 권한을 대행한다. |  |      |
| 2018년 9월 21일 (금요일)                                                                                       |  | 편집 |

| 2018년 9월 21일 (금요일) |  | 편집 |

| \| 2018년 9월 22일 (토요일) \| \| 편집 \| |  |      |
| 사건 - 이란 아흐바즈에서 군사 퍼레이드 중 이란 군복으로 위장한 남성들이 관람객 등을 상대로 총격을 가해 24명이 사망하고 최소 60여 명이 다쳤다. |  |      |
| 2018년 9월 22일 (토요일) |  | 편집 |

| 2018년 9월 22일 (토요일) |  | 편집 |

| \| 2018년 9월 23일 (일요일) \| \| 편집 \| |  |      |
| 법과 범죄 - 브라질에서 헤즈볼라의 자금지원책으로 의심되는 파라과이 국적의 레바논인이 검거되었다. 정치와 선거 - 2018년 몰디브 대통령 선거: 몰디브에서 치러진 대통령 선거에서 민주당의 이브라힘 모하메드 솔리가 당선되었다. 솔리는 58.3%의 득표율로 압둘라 야민 대통령을 꺾고 당선되었다. |  |      |
| 2018년 9월 23일 (일요일) |  | 편집 |

| 2018년 9월 23일 (일요일) |  | 편집 |

| \| 2018년 9월 24일 (월요일) \| \| 편집 \| |  |      |
|                                           |  |      |
| 2018년 9월 24일 (월요일)                  |  | 편집 |

| 2018년 9월 24일 (월요일) |  | 편집 |

| \| 2018년 9월 25일 (화요일) \| \| 편집 \|                                                                        |  |      |
| 사건 - 대한민국 경기도 시흥시 정왕동 한 플라스틱 공장에서 원인을 알 수 없는 화재가 발생하여 중국인 1명이 숨졌다. |  |      |
| 2018년 9월 25일 (화요일)                                                                                         |  | 편집 |

| 2018년 9월 25일 (화요일) |  | 편집 |

| \| 2018년 9월 26일 (수요일) \| \| 편집 \| |  |      |
| 경제와 비즈니스 - 미국 연방준비제도(Fed, 연준)가 기준금리를 0.25% 인상(1.75%~2.00%→ 2.00%~2.25%)하였다. 2018년 들어 세 번째 인상으로, 연준은 지난 3월과 6월에 각각 0.25%씩 금리를 인상한 바 있다. 사고 - 오후 10시 10분에 강원도 횡성군 둔내역과 횡성역 사이에서 서울로 향하던 열차 차체 아랫부분이 미확인 물체와 충돌하는 사고가 났다. - 오후 7시 19분에 충청북도 청주시 흥덕구 강내면 경부고속도로 상행선 청주IC 인근에서 4중 추돌사고가 발생해 운전자와 승객 등 30명 이상이 부상당했다. |  |      |
| 2018년 9월 26일 (수요일) |  | 편집 |

| 2018년 9월 26일 (수요일) |  | 편집 |

| \| 2018년 9월 27일 (목요일) \| \| 편집 \|                                         |  |      |
| 사회 - 2019년 2학기부터 서울특별시 중·고등학생 두발규제가 사실상 완전히 사라진다. |  |      |
| 2018년 9월 27일 (목요일)                                                          |  | 편집 |

| 2018년 9월 27일 (목요일) |  | 편집 |

| \| 2018년 9월 28일 (금요일) \| \| 편집 \| |  |      |
| 사회 - '전 좌석 안전띠 의무화' 등을 포함한 개정된 도로교통법이 시행되었다. 자전거 음주 운전도 처벌 대상이 되었다. 재해 - 2018년 술라웨시 지진 :‎ 인도네시아 술라웨시섬에서 규모 7.5의 강진이 발생하였다.강진과 쓰나미로 목숨을 잃은 사람의 수가 400명이상으로 급증한 것으로 파악되었다. 그리고 한국인 한 명이 현지에 고립돼 연락이 두절된 것으로 전해졌다. |  |      |
| 2018년 9월 28일 (금요일) |  | 편집 |

| 2018년 9월 28일 (금요일) |  | 편집 |

| \| 2018년 9월 29일 (토요일) \| \| 편집 \| |  |      |
| 법과 범죄 - 대한민국 경찰이 대형마트 제품을 수제 쿠키로 속여 판 의혹을 받고 있는 충북 음성 '미미쿠키'를 압수수색했다. 사건 - 대한민국 경부고속도로 칠곡휴게소 앞에서 부산에서 충남 예산군으로 가던 관광버스에 화재가 발생해 승객 38명과 운전자는 무사히 대피해 인명 피해는 없었다. 재해 - 태풍 짜미가 일본 오키나와에 상륙했다. 오사카 간사이국제공항 항공편이 결항되고 정전이 발생하는 등 피해가 커지고 있다. |  |      |
| 2018년 9월 29일 (토요일) |  | 편집 |

| 2018년 9월 29일 (토요일) |  | 편집 |

| \| 2018년 9월 30일 (일요일) \| \| 편집 \| |  |      |
| 재해 - 제24호 태풍 짜미로 인해 일본에서 최소 1명이 실종되고, 72명이 부상을 입었다. 가고시마현 아마미시 나제 항구 방파제에 있던 높이 11m 짜리 빨간색 등대는 통째로 뽑혀 깜쪽같이 사라져버렸다. - 2018년 술라웨시 지진 : 규모 7.5의 지진과 쓰나미로 대규모 인명피해가 발생한 인도네시아 술라웨시 섬에서 연락이 두절된 한국인의 수가 더 늘어날 가능성이 있는 것으로 알려졌다. - 멕시코 포포카테페틀산 화산이 분화하기 시작하면서 인근 지역에 비상이 걸렸다. |  |      |
| 2018년 9월 30일 (일요일) |  | 편집 |

| 2018년 9월 30일 (일요일) |  | 편집 |

| <          | 2018년 9월  | 2018년 9월 | 2018년 9월 | 2018년 9월 | 2018년 9월 | >           |
| 일         | 월          | 화         | 수         | 목         | 금         | 토          |
|            |             |            |            |            |            | 1 7.22 병신 |
| 2 23 정유  | 3 24 무술   | 4 25 기해  | 5 26 경자  | 6 27 신축  | 7 28 임인  | 8 29 계묘   |
| 9 30 갑진  | 10 8.1 을사 | 11 2 병오  | 12 3 정미  | 13 4 무신  | 14 5 기유  | 15 6 경술   |
| 16 7 신해  | 17 8 임자   | 18 9 계축  | 19 10 갑인 | 20 11 을묘 | 21 12 병진 | 22 13 정사  |
| 23 14 무오 | 24 15 기미  | 25 16 경신 | 26 17 신유 | 27 18 임술 | 28 19 계해 | 29 20 갑자  |
| 30 21 을축 |             |            |            |            |            |             |

| 부고, 선거 |
| \| 부고 - 2018년 - 8월 - 9월 - 10월 선거 - 9일: 스웨덴 의회선거 - 20일: 일본 자유민주당 총재 선거 - 23일: 몰디브 대통령 선거 편집하기 \| |
| - 2018년 - 8월 - 9월 - 10월 - 9일: 스웨덴 의회선거 - 20일: 일본 자유민주당 총재 선거 - 23일: 몰디브 대통령 선거 편집하기                 |

| - 2018년 - 8월 - 9월 - 10월 - 9일: 스웨덴 의회선거 - 20일: 일본 자유민주당 총재 선거 - 23일: 몰디브 대통령 선거 편집하기 |